# José Ribelles

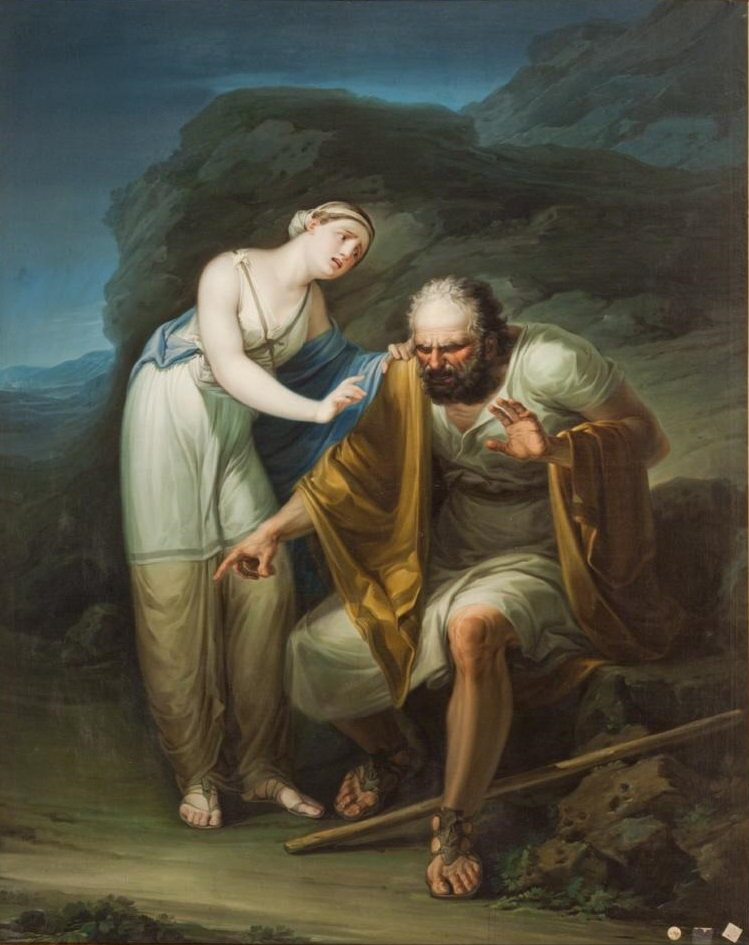
Edyp i Antygona

José Ribelles y Helip lub Felip (ur. 1778 w Walencji, zm. 1835 w Madrycie) – hiszpański malarz pochodzący z Walencji.
Rozpoczął naukę u swojego ojca, José Ribellesa, również malarza związanego z estetyką neoklasyczną. Studiował w Królewskiej Akademii Sztuk Pięknych San Carlos w Walencji, gdzie był uczniem Vicentego Lópeza. W 1799 przeniósł się do Madrytu, a w 1818 został mianowany honorowym członkiem Królewskiej Akademii Sztuk Pięknych Sśw. Ferdynanda i zastępcą dyrektora szkoły rysunku dla dzieci, a następnie nadwornym malarzem Ferdynanda VII. Malował freski (Pałac Królewski w Madrycie), portrety i pejzaże, tworzył ryciny pod wpływem Włocha Bartolomeo Pinellego oraz rysunki do Don Kiszota wydanego przez RAE w 1819.